# Universidad Mayor
La Universidad Mayor es una universidad privada chilena fundada en 1988. Su actual rector es Patricio Manque. Posee tres facultades, que dictan en total 47 carreras de pregrado y 113 programas de posgrado, estas últimas impartidas en nueve de sus diez ubicaciones en Santiago. Además cuenta con una sede en la ciudad de Temuco, Provincia de Cautín, Región de La Araucania. 
Actualmente se encuentra acreditada por la Comisión Nacional de Acreditación (CNA-Chile) por un período de 5 años (de un máximo de 7), desde octubre de 2021 hasta octubre de 2026.Figura en la posición 12 dentro de las universidades chilenas según la clasificación webométrica SCImago Institutions Rankings (SIR) 2024.Está en la posición 17 según el ranking de Webometrics 2024. Está en la posición 17-28 a nivel nacional en el ranking Times Higher Education 2024.

## Historia

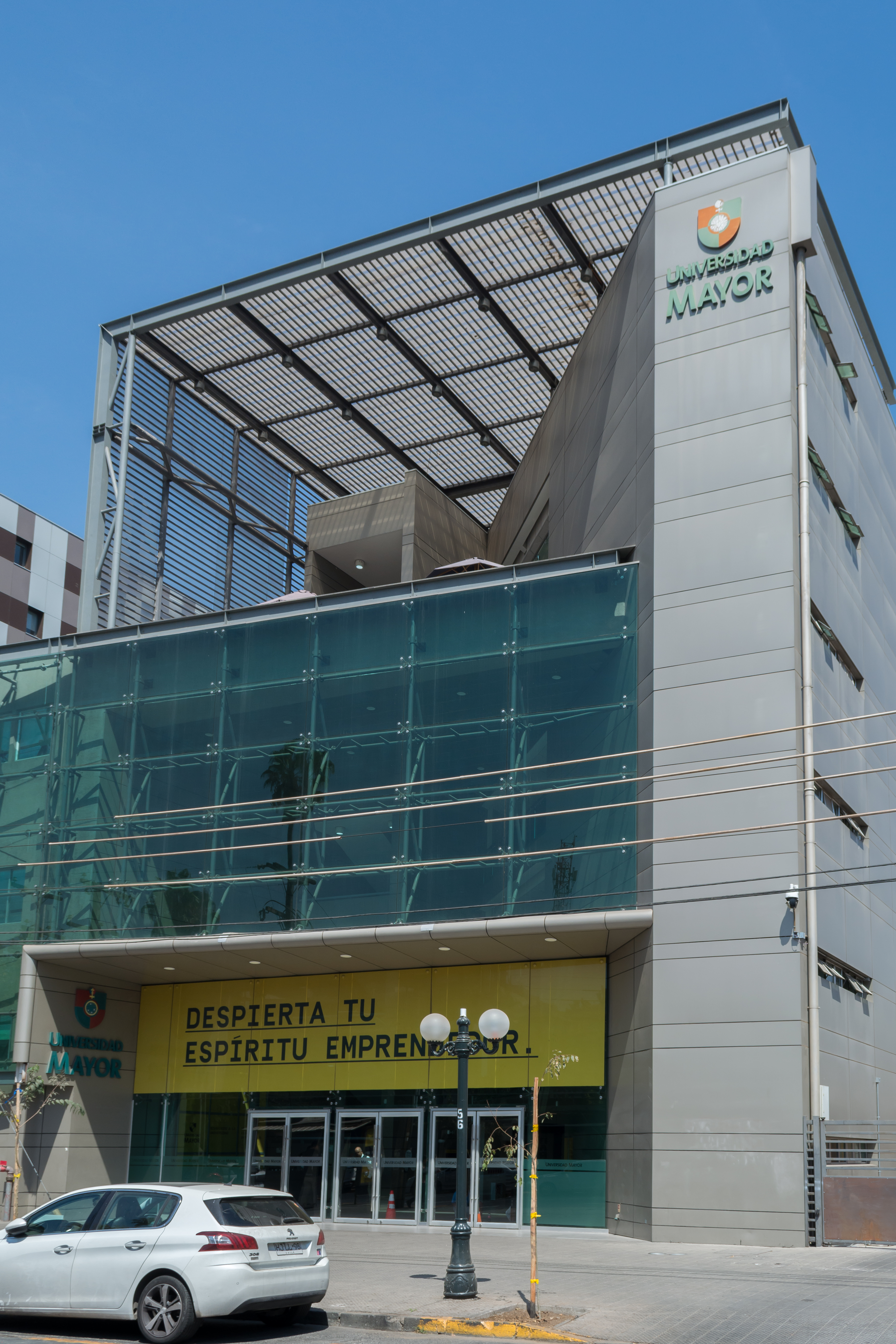
Sede Manuel Montt.

La Universidad Mayor es una corporación de derecho privado, que obtuvo su existencia legal el 13 de febrero de 1988. Sus estatutos se encuentran registrados en el Ministerio de Educación de Chile, Registro de Universidades, Folio C, N.º 13. Su permiso de funcionamiento le fue otorgado el 13 de mayo de 1988 y entró en funciones en agosto del mismo año.
En 1989, fue la primera universidad privada en crear las carreras de Agronomía e Ingeniería Forestal, y en 1991, comenzó a impartir la carrera de Medicina Veterinaria. 
Posteriormente, en el año 1997, la universidad creó la Escuela de Odontología, y  en 1998 realiza la apertura de la carrera de Medicina.
En el año 1999, en el contexto de la crisis de la extinta Universidad de Temuco, cuyo cierre fue solicitado por el Consejo Superior de Educación al Ministerio de Educación en marzo de dicho año, producto de un deterioro institucional grave de dicha entidad, la Universidad Mayor se convirtió en la primera universidad privada originaria de Santiago en expandir su proyecto académico a otra región del país,inaugurando una sede en la ciudad de Temuco, capital de la Región de La Araucania, y ofreciendo continuidad de estudios a los alumnos de la referida y extinta Universidad de Temuco.
En 2011, se adscribe al Sistema Único de Admisión (SUA) del Consejo de Rectores de Universidades Chilenas.
Durante el período comprendido entre 2016 y 2018, se llevaron a cabo una serie de cambios en la estructura organizativa de la institución con el propósito de mejorar su funcionamiento. Estos cambios implicaron la reestructuración de las facultades e institutos existentes, reduciendo su número a solo tres. Las nuevas facultades creadas como resultado de estas modificaciones son: "Facultad de Medicina y Ciencias de la Salud", "Facultad de Ciencias Sociales y Artes" y "Facultad de Ciencias, Ingeniería y Tecnología". 
En 2021 la universidad decidió adscribirse a la gratuidad universitaria.

## Administración
Al menos hasta los años 2010, la mayoría de los miembros del directorio de la Universidad Mayor habían sido colaboradores de Augusto Pinochet durante la dictadura militar. En la actualidad, las autoridades están divididas en un directorio, las autoridades universitarias, la dirección institucional, autoridades académicas y regionales:
Directorio
- Juan Francisco Varela Noguera (presidente)
- María del Pilar Tagle Vergara (vicepresidenta)
- Bartolomé Santiago Blanche Reyes
- Rubén Fernando Covarrubias Giordano
- Cristina Torres Delgado
- Juan Jorge Giaconi Gandolfo
- Kenneth Grant Maclean Luengo
- Erich Reinaldo Villaseñor Maldonado

Autoridades universitarias
- Rector: Patricio Manque
- Prorrector: Héctor Meyer
- Vicerrector Académico: Nicolás Ocaranza
- Vicerrector de Investigación: Nicole Trefault
- Vicerrector de vinculación con el medio, Extensión y Comunicaciones: Andrés Gomberoff
- Vicerrector de Desarrollo y Gestión: Mario Herane
- Secretaria General: María Fernanda Badrie Awad

## Facultades
La Universidad posee tres facultades: “Medicina y Ciencias de la Salud”, “Ciencias, Ingeniería y Tecnología” y “Ciencias Sociales y Artes”.
| Facultades                                    | Decano               | Carreras |
| --------------------------------------------- | -------------------- | --- |
| Facultad de Medicina y Ciencias de la Salud   | Dr. Álvaro Erazo     | - Medicina - Odontología - Enfermería - Obstetricia y Puericultura - Nutrición y Dietética - Kinesiología - Tecnología Médica - Terapia Ocupacional - Fonoaudiología - Medicina Veterinaria - Bachillerato en Ciencias de la Salud - Psicología |
| Facultad de Ciencias, Ingeniería y Tecnología | Dr. Andrés Gomberoff | - Ingeniería Civil Industrial - Ingeniería Civil Electrónica - Ingeniería Civil Computación e Informática - Data Science - Ingeniería en Construcción - Geología - Ingeniería Forestal - Ingeniería en Medio Ambiente y Sustentabilidad - Agronomía - Biotecnología |
| Facultad de Ciencias Sociales y Artes         | Dr. Esteban Calvo    | - Administración Pública - Animación Digital - Arquitectura - Cine - Composición Musical Superior - Interpretación Musical Superior - Derecho - Diseño - Ingeniería Comercial (Campus M.Montt) - Ingeniería Comercial (Campus Oriente) - Ingeniería en Administración - Pedagogía en Educación Física, Deportes y Recreación Básica y Media - Pedagogía en Educación Parvularia - Pedagogía en Educación Diferencial con mención en Discapacidad Intelectual - Psicopedagogía - Teatro - Turismo Sustentable (Campus Temuco) |

## Campus
La universidad está distribuida en once ubicaciones distintas, diez de ellas en Santiago y una en Temuco:
- Casa Central
- Oficinas administrativas
- Campus Alameda
- Campus Alonso de Córdova
- Campus Av. Alemania (Temuco)
- Campus El Claustro
- Campus Estadio Mayor
- Campus Huechuraba
- Campus Manuel Montt
- Campus República
- Campus Santo Domingo
- Campus Oriente
- Conservatorio de Música